# Жана д’Арк (броненосен крайцер)
Вижте пояснителната страница за други значения на Жана д’Арк.
Жана д’Арк (на френски: Jeanne d'Arc) е броненосен крайцер на ВМС на Франция от края на XIX век. Става първият голям броненосен крайцер във френския флот. Построен в единствен екземпляр. Кръстен е на националната героиня на Франция Жана д'Арк. Независимо от многото недостатъци, които притежава като кораб, полага началото на няколко серии френски броненосни крайцери. Непосредствен негов приемник са броненосните крайцери от типа „Дюпле“.

## История на проекта
Изучавайки неуспешният опит от създаването на „малък и евтин“ броненосен крайцер, французите стигат до извода, че броненосните крайцери с малки размери, като „Амирал Шарне“ и „Потюо“ не могат да бъдат достатъчно ефективни. При ограничената водоизместимост, поясното брониране отнема прекалено много запас от тегло, от което вынуждая следва или да се направи броневия пояс тънък и слабоефективен (както при „Потюо“), или да се ограничава скоростта и въоръжението (като на „Амирал Шарне“). На основата на тези опити френските корабостроители решават, че само големите броненосни крайцери могат да бъдат ефективни в предполагаемата за тях функция на океански рейдери.
През 1896 г., на основа на натрупания опит и най-новите технически решения, във военната корабостроителница в Тулон е заложен нов броненосен крайцер, който трябва да стане прототип за всички последващи серии подобни кораби. Като основната задача на се виждат крайцерските операции; френският флот, традиционно възприема британския като свой основен съперник, планира да нивелира превъзходството на Британия в тежките кораби чрез разгръщането на мащабна рейдерска кампания против британското корабоплаване. Изхождайки от тази доктрина, новият французски броненосен крайцер трябва да има висока мореходност за продължителни действя в океана, висока скорост, за да избягва боя с превъзходящите сили на неприятеля, и максимално мощно брониране – за да не получи критични повреди от случайни попадания на снаряди.

## Конструкция
Броненосният крайцер „Жана Д’Арк“ представлява значителна стъпка напред във френското корабостроене. При него конструкторите се отказват от доминиращите по-рано архаични детайли, като наприме масивните, издадени напред тарани, силния завал на бордовете навътре в горната част, извивката на корпуса в центъра. За първи път във французкия крайцерски флот, „Жана Д’Арк“ има почти прав форщевен с неголям бълб на нивото на водолинията, високи прави бордове, и дълъг полубак в носовата част, продължаващ почти до кърмовата мачта, кърмата придобива ставащите характерни за корабите на Бертен очертания. За корпуса е използвана стомана с предел на здравина на опън от 50 кг.
Пълната водоизместимост на кораба съставлява около 11 000 тона. Дължината по водолинията е 145,4 м, максималната е 147 м, ширината – 19,4 метра, и газенето – 8,0 метра. Височината на борда по носа е 8,93 м при нормална водоизместимост. Шпангоутите, набрани от листове с дебелина 8 – 9 мм, са поставени с шпация от 1,2 м, номерират се от 1 до 121 от носа към кърмата. Стремлението за достигане на висока скорост и произтичашите от това изисквания за наличието на голям брой котли водят до това, че „Жана Д’Арк“ има шест комина, групирани две групи по три. В носовата част има къса олекотена бойна мачта, с единствен масивен марс; тази мачта също се явява опора за мостика. В кърмовата част е разположена леката сигнална мачта.
На крайцера се използват котвите на Марел: две котви с тегло 7800 кг се намират в клюзове, една – резервна, със същото тегло – се крепи на десния борд срещу носовата кула.

### Въоръжение
Основното въоръжение на „Жана Д’Арк“ се състои от две 194-мм 40-калибрени оръдия образец 1896 година. Оръдията имат бутален затвор система Манц. Тези оръдия са подобрена версия на оръдията, поставяни на предшестващите броненосни крайцери – разположени са в две въртящи се бронирани кули, една на носа и една на кърмата на „Жана Д’Арк“, тези барбетно-куполни установки са първите кули от такъв тип, който френския флот приема. В бой, тези оръдия трябва да поразяват бронираните части на корабите на противника, да водят преследващ и ретираден огън на значителни дистанции при преследване/отстъпление на крайцера.
Спомагателното въоръжение е представено от четиринадесет скорострелни 138-мм 45-калибрени оръдия образец 1893 година. Боезапасът за 14-см оръдия съставлява 230 изстрела на оръдие. За всяко 14-см оръдие има по един елеватор. Тези оръдия имат висок темп на стрелбата – който, обаче, отстъпва на британските си аналози – и са предназначени за поразяване на небронираните части на неприятелските кораби с фугасни снаряди. Осем такива оръдия са поставени на горната палуба на „Жана Д’Арк“, по четири на всеки борд, върху издадени спонсони. Още шест са поставени по три на всеки борд върху палубата на полубака. По всеки борд могат да бъдат насочени по седем скорострелни оръдия (четири от горната палуба и три от палубата на полубака), по носа и кърмата – съответно, четири (две от горната палуба и две от палубата на полубака).
Противоминното въоръжение на „Жана Д’Арк“ се състои от шестнадесет 47-мм скорострелни оръдия Хочкис. Десет от тях стоят побордно на покрива на носовата надстройка – по пет на всяка страна – още четири са разположени върху палубата навес между комините, и две стоят върху крилата на кърмовия мостик. Това въоръжение се допълва от четири 37-мм петстволни револверни оръдия Хочкис на марса на бойната мачта.
Подводното въоръжение е намалено по сравнение с предходните броненосни крайцери и се състои само от два подводни торпедни апарата с калибър 450 милиметра. Апаратите са поставени в центъра на корпуса, по един на всеки борд, и стрелят перпендикулярно на курса на крайцера. Също така „Жана Д’Арк“ има неголям таран.

### Бронева защита
Броневата защита е значително усъвършенствана по сравнение с предшестващите броненосни крайцери на френския океански флот. Основният брониран пояс е направен от стоманоникелова броня, произведена от фирмата „Марел Фрер“ („Братя Марел“), цементирана по метода на Харви, той се простира по цялата дължина на кораба от щевен до щевен, неговата височина съставлява 2,4 метра, от които 1,5 м при нормална водоизместимост се намират под водата. Дебелината му съставлява 150 милиметра на протежение 1,4 м от горния край, към долния – подводен – ръб, поясът изтънява до 40 милиметра. Плочите са поставени върху тикова подложка и се крепят от болтове към двуслойна риза от 8-мм листове.
Над главния пояс е разположен горния, с дебелина от 100 милиметра в централната част, и изтъняващ до 40 милиметра по краищата от нецементирана стоманоникелова броня. Горният пояс също е по цялата дължина на кораба; височината му съставлява 1,8 метра, изключая носовата част – където поясът се изкачва до нивото на палубата на полубака, напълно защитавайки носовия край на крайцера.
Изпъкналата бронирана палуба е напълно разположена под водата; нейната централна част върви на нивото на водолинията, и има дебелина от 35 милиметра. По скосовете, съединяващи се с долния край на броневия пояс, палубата изтънява до 65 милиметра. На края на горния пояс се опира плоска палуба с дебелина от 15 милиметра, която играе ролята на „взвеждаща“; удрящият се в нея бронебоен снаряд се взвежда и сработва преждевременно. Пространството между палубите е разделено на множество неголеми отсеци, използващи се за съхранение на въглищата, запаси или запълнени с целулоза.
Бронираните кули са защитени от задната страна от плочи с дебелина 160 милиметра, и отпред – със 120 милиметрови. Такова разположение на броневите листове е избрано поради съображения за балансиране на теглото на новите дъглостволни оръдия. Скорострелните оръдия стоят зад 75 милиметрови щитове.

### Силова установка
„Жана Д’Арк“ е тривален крайцер; трите вертикални четирицилиндрови парни машини с тройно разширение работят за три гребни винта. Парата се дава от тридесет и шест водотръбни котела „Гюйо-дю Тампъл“ (вместо четиридесет и осемте водотръбни котела „Норман-Сигод“ по първоначалния проект), по шест котела в шест котельных отделения, проектната мощност на изкуствената тяга съставлява 28 500 к.с. Крайцерът получава тридесет „големи“ котела с площ на решетките 4 м² и шест малки, с площ 3,7 м². Котелът е разчетен за максимално
налягане на парата от 18 кг/см². Крайцерът има шест комина (в две групи по три, повтаряйки рекорда по брой комини, поставен някога от броненосеца „Италия“) и множество вентилатори на горната палуба, необходими за отвеждане/подаване на въздух към силовите установки. Трилопастните гребни винте са направени от бронз; лопастите се крепят към тялото чрез болтове. Диаметърът на винтовете съставя 4,7 м, стъпката – 5,45 м. През 1904 г. винтовете са заменени, в резултат на това максималната скорост нараства с една десета част от възела.
Проектната скорост на крайцера съставлява 23 възела; обаче, на мерната миля „Жана Д’Арк“ не демонстрира повече от 21,8 възела независимо от развитите 33 000 конски сили. Освен това, крайцерът се показва и недостатъчно маневрен – на пълен ход, диаметърът на завой съставлява почти 2000 метра. От друга страна, крайцерът обладава отлична далечина на плаване – запасът въглища е достатъчен за изминаването на 13 500 мили 10-възлов ход. Също така „Жана д’Арк“ може бързо да набере скорост от 10 до 19 – 20 възела и с лекота да я поддържа в течение на дълго време даже в бурно море.
За осигуряване на крайцера с електричество са поставени четири парни динамомашини (със сила на тока 600 А и напрежение 83 В).

## История на службата
Кариерата на „Жана д’Арк“ започва с влизане в ролята на президентска яхта. Той е предоставен за пишното президентско посещение в Алжир, за това има луксозно обзаведени адмиралски апартаменти. Сутринта на 28 март крайцерът отплава от Тулон в пробно плаване и на следващия ден пристига в Алжир, развивайки средна скорост над 19 възела.
През февруари 1911 г. „Жана д’Арк“, намиращ се в устието на Пенфелд, отново е решено да се използва в качеството на президентска яхта. На крайцера са качени над двеста работници, които свалят част от въоръжението. Обаче бързането се напразно. Крайното решение да не се въоръжава, а да се направи учебен кораб. Освен помещения за курсантите – спални, учебни стаи, лекционни зали – на крайцера са сменени тръбичките на котлите и са основно ремонтирани машините.

## Оценка на проекта
Броненосният крайцер „Жана д’Арк“ става важна стъпка в историята на френското корабостроене, определяйки класическият тип френски броненосен крайцер – високоборден океански рейдер с пълен броневи пояс и мощна скорострелна батарея. При него френските инженери се отказват от доминиращите по-рано конструкторски концепции, и извършват значим скок в броневата защита и мореходността. Той слага началото на масовото строителство на океански броненосни крайцери.
За своето време, „Жана Д’Арк“ органично съчетава прекрасната мореходност с мощното брониране. Неговият главен броневи пояс заедно със скосовете на броневата палуба предоставя адекватна защита срещу тежките оръдия на британските първорангови крайцери за болшинството бойни дистанции; тънкият горен пояс е способен да сведе до нула ефективността на огъня на британските 120-мм и 152-мм скорострелни оръдия. Използването на броня Харви позволява да се усили защитата, без да се увеличава нейната дебелина.
Бойните възможности на „Жана д’Арк“ му осигуряват уверено превъзходство над първоранговите британски бронепалубни крайцери. Горният пояс на френския крайцер обезсмисля ефективността на основната съставляваща въоръжението на британските кораби – батареите със скорострелни оръдия – в същото време жизненоважните части на крайцера са адекватно защитени и от огъня на немногобройните британски тежки оръдия.
Въпреки това този новаторски кораб не е лишен и от недостатъци. Неговата скорост, независимо от всички усилия, се оказва по-ниска от проектната, което не дава на „Жана д’Арк“ желаемото превъзходство по скорост над британските кораби. Въоръжението на крайцера изглежда недостатъчно по сравнение със спомагателната батарея от 164-мм оръдия на предшестващите крайцери. Най-накрая, маневреността на крайцера се оказва под всякаква критика (което, впрочем, не е прекалено важно за кораб, който не е предназначен за действия в състава на ескадра). Последващите проекти за френски броненосни крайцери се разработват със стремеж да се нивелират тези недоработки.
„Жана д’Арк“ определя облика на френския броненосен крайцер от второ поколение и английския отговор на него, и косвено на съответстващата реакция на останалите морски държави.
Сключените договори с Великобритания, през последващите няколко години от влизането в строй на „Жана д’Арк“, обесценяват многобройните френски броненосни крайцери: за тях вече няма работа, а за действия в Адриатическо море, крайцерите се оказват прекалено големи и скъпи.